# Török István (pedagógus)
Török István (Nagyszeben, 1924. október 19.–) erdélyi magyar pedagógus, természettudományi és pedagógiai szakíró.

## Életútja, munkássága
Középiskolai tanulmányokat Nagyszebenben folytatott (1936–40), majd tanítóképzőt végzett Kolozsváron (1940–45), s a Bolyai Tudományegyetem közgazdasági és áruismereti, valamint kémia szakán kémia szakos tanári oklevelet szerzett (1949). 1945–49 között nevelő volt a kolozsvári Állami Tanítóképzőben, 1949–51-ben tanár Kolozsváron. 1951–53-ban adjunktus a Bolyai Tudományegyetemen, ugyanitt a fizika szakos hallgatóknak pedagógiai gyakorlatait vezette és a fizikatanítás módszertanát adta elő. 1953–55-ben adjunktus és dékán a Bolyai Tudományegyetem munkásfakultásán; 1955–60 között Kolozs tartományi főtanfelügyelő. 1960–62-ben iskolaigazgató a Herbák János Üzemek mellett működő önálló esti középiskolában 1962–68 között aligazgató a 12. sz. Líceumban; 1968–78 között igazgató a 11. sz. Általános Iskola esti tagozatán; 1978–80-ban tanár a 26. sz. Általános Iskola esti tagozatán, 1981–84-ben a Természetrajzi Líceumban.
1957–60 között a Matematikai és Fizikai Lapok szerkesztője. A Matematika–Fizika Társaság (1955–60) és a Kémiai Társaság (1950–84) tagja.
Cikkei románul és magyarul a Gazeta Matematică şi Fizică, Matematikai és Fizikai Lapok, Revista de Fizică şi Chimie, Korunk, A Hét hasábjain jelentek meg.